# Dick La Reno
Dick La Reno est un acteur irlando-américain né le 31 octobre 1863 en Irlande et mort le 26 juillet 1945 à Hollywood. Il est connu comme étant la première personne à avoir joué un shérif dans un film avec son rôle dans Le Mari de l'Indienne (The Squaw Man) de Cecil B. DeMille et Oscar Apfel

## Filmographie partielle
- 1914 : Le Mari de l'Indienne (The Squaw Man) de Cecil B. DeMille et Oscar Apfel
- 1914 : Brewster's Millions d'Oscar Apfel et Cecil B. DeMille :
- 1914 : The Virginian de Cecil B. DeMille
- 1914 : The Man from Home de Cecil B. DeMille
- 1914 : The Master Mind d'Oscar Apfel et Cecil B. DeMille
- 1915 : The Love Route d'Allan Dwan
- 1916 : Jack, de Frank Borzage
- 1917 : La Dette (Pay Me!), de Joseph De Grasse
- 1917 : Le Cœur de Mieke (Fires of Rebellion), d'Ida May Park
- 1917 : Black Orchids de Rex Ingram
- 1917 : The Kingdom of Love, de Frank Lloyd
- 1926 : The Outlaw Breaker, de Jacques Jaccard
- 1926 : Sea Horses d'Allan Dwan
- 1926 : With Buffalo Bill on the U. P. Trail (en) de Frank S. Mattison
- 1926 : You'd Be Surprised d'Arthur Rosson
- 1927 : L'Homme aux cheveux rouges (The Silent Rider) de Lynn Reynolds